# Arthur Legat
Pour les articles homonymes, voir Legat.
Arthur Legat (né le 1er novembre 1898 à Haine-Saint-Paul et mort le 23 février 1960) est un ancien pilote belge de course automobile, qui débuta en compétition avant guerre. Il a notamment remporté le Grand Prix des Frontières à deux reprises, en 1931 et 1932, sur Bugatti. Il disputa deux Grand Prix de championnat du monde, en 1952 et 1953.

## Biographie
Arthur Legat débute en compétition automobile en 1926 à l'occasion de l'inauguration du circuit belge de Chimay. Il dispute, durant sa carrière, vingt-cinq fois le Grand Prix des Frontières, sur le circuit de Chimay et remporte l'épreuve en 1931 et 1932 sur une Bugatti T37 A. En 1949 il s'impose en course de côte lors de la dernière édition de la côte de Malchamps près de Spa, sur Maserati 6CM.
En 1951, il achète une Veritas Meteor qu'il engage la saison suivante alors qu'il a cinquante quatre ans. Il dispute le Grand Prix automobile de Belgique 1952, à Spa-Francorchamps, et se classe treizième à cinq tours du vainqueur Alberto Ascari. L'année suivante, toujours au volant de sa Meteor, il prend le départ du Grand Prix automobile de Belgique 1953 mais abandonne.

## Résultats en championnat du monde de Formule 1
| Saison | Écurie | Châssis        | Moteur             | Pneus     | GP disputés | Points inscrits | Classement |
| ------ | ------ | -------------- | ------------------ | --------- | ----------- | --------------- | ---------- |
| 1952   | Privé  | Veritas Meteor | Veritas 6 en ligne | Englebert | Belgique    | 0               | n.c.       |
| 1953   | Privé  | Veritas Meteor | Veritas 6 en ligne | Englebert | Belgique    | 0               | n.c.       |